# Trent Grimsey
Trent Grimsey est un ancien nageur australien. Il détient le record de la traversée de la Manche depuis le 8 septembre 2012 en 6h55.

## Palmarès

### Championnats du monde
- Championnats du monde 2009 à Rome :
  -  Médaille d'argent du 25 km en eau libre

### Raids
- Traversée de la Manche à la nage en 2012 : 6 h 55